# Хелкіу
Хелкіу (рум. Hălchiu) — село у повіті Брашов в Румунії. Адміністративний центр комуни Хелкіу.
Село розташоване на відстані 153 км на північ від Бухареста, 12 км на північний захід від Брашова.

## Населення
За даними перепису населення 2002 року у селі проживали 2989 осіб.
Національний склад населення села:
| Національність | Кількість осіб | Відсоток |
| -------------- | -------------- | -------- |
| румуни         | 2683           | 89,8%    |
| угорці         | 169            | 5,7%     |
| німці          | 112            | 3,7%     |
| цигани         | 24             | 0,8%     |

Рідною мовою назвали:
| Мова      | Кількість осіб | Відсоток |
| --------- | -------------- | -------- |
| румунська | 2736           | 91,5%    |
| угорська  | 149            | 5,0%     |
| німецька  | 103            | 3,4%     |